# Русалка (курорт)
Вижте пояснителната страница за други значения на Русалка.
Русалка е български морски курорт, разположен в землището на село Свети Никола и в уникалния природен резерват „Птичия залив“ (известен още като Таук лиман и Наневска тузла) на север от нос Калиакра. Отстои на 20 км източно от Каварна, на 35 км от Балчик и на 80 км от Варна.
Ваканционното селище, по-късно наречено ваканционен клуб „Русалка“, е създадено през 1968 година, по френския модел на „Клуб Медитеранее“.
Курортът е известен с насечения скалист бряг, закътани пясъчни ивици, вековни дъбове и разнообразие на флората и фауната. Край курорта има минерални извори с температура 32 градуса.
Многобройни археологически паметници, най-старите от които са отпреди 8000 години, превръщат крайбрежието на „Русалка“ в археологически резерват. В резервата има крепости от Античността и Средновековието, скални гробници, пещери, жертвени камъни и други.
Във ваканционния клуб има тенис кортове, волейболни и мини футболни игрища, гимнастически салон, яхтклуб. Комплексът предлага конна езда и училище по водолазен спорт.
През 1999 г. бившият приватизационен фонд „АКБ Форес“, преименуван в „АКБ корпорация“, купува на търг ваканционно селище „Русалка“ за 2,01 млн. долара.